# Чарльз Кінгсфорд-Сміт
Сер Чарльз Едвард Кінгсфорд Сміт, MC, AFC (англ. Charles Edward Kingsford Smith; 9 лютого 1897, Ріверв'ю-Террас — 8 листопада 1935, Андаманське море), якого часто називали на прізвисько Сміті, був раннім австралійським авіатором. У 1928 році він здійснив перший трансацифічний політ зі Сполучених Штатів до Австралії. Він також здійснив першу безперервну переправу материковою частиною Австралії, перші рейси між Австралією та Новою Зеландією та перший перехід на схід від Тихого океану з Австралії до США; а також здійснив рейс з Австралії до Лондона, встановивши новий рекорд у 10,5 днів.

## Біографія
Чарльз Едвард Кінгсфорд Сміт народився 9 лютого 1897 року в Ріверв'ю-Террас, Гамільтон, у Брисбені, Квінсленд, Австралія, син Вільяма Чарльза Сміта та його дружини Кетрін Мері (уроджена Кінгсфорд, дочка Річарда Еша Кінгсфорда, депутата законодавчих зборів Квінсленду та мер у муніципальних радах Брисбена та Кернса). Його народження було офіційно зареєстровано і оголошено в газетах під прізвищем Сміт, яке тоді використовувала його сім'я. Найперше прізвище Кінгсфорд Сміт, мабуть, використав його старший брат Річард Гарольд Кінгсфорд Сміт, який використовував це ім'я принаймні неофіційно з 1901 р., Хоча він одружився у Новому Південному Уельсі під прізвищем Сміт у 1903 р.
У 1903 році його батьки переїхали до Канади, де прийняли прізвище Кінгсфорд Сміт. Вони повернулися до Сіднея у 1907 р.
Кінгсфорд Сміт вперше відвідував школу у Ванкувері, Канада. З 1909 по 1911 рік він був зарахований до Соборної школи Андрія Первозваного в Сіднеї, де був хористом у шкільному соборному хорі школи, а потім у Сіднейській технічній школі, а потім став інженером-інженером з Colonial Sugar Refining Company в 16 років

## Особисте життя
Кінгсфорд Сміт одружився з Тельмою Ейлін Гоуп Корбой у 1923 році, а розлучилися у 1929 році. Згодом одружився з Мері Павелл у грудні 1930 року.